# Marvejols
Marvejols – miejscowość i gmina we Francji, w regionie Oksytania, w departamencie Lozère. W 2013 roku populacja gminy wynosiła 5210 mieszkańców. Na terenie gminy rzeka Piou uchodzi do Colagne.